# Hualqui
Hualqui is een gemeente in de Chileense provincie Concepción in de regio Biobío. Hualqui telde 24.333 inwoners in 2017 en heeft een oppervlakte van 531 km².

## Geboren
- Miguel Ángel Neira (1952), Chileens voetballer